# Ionia County
Ionia County is een county in de Amerikaanse staat Michigan.
De county heeft een landoppervlakte van 1.485 km² en telt 61.518 inwoners (volkstelling 2000). De hoofdplaats is Ionia.

## Bevolkingsontwikkeling

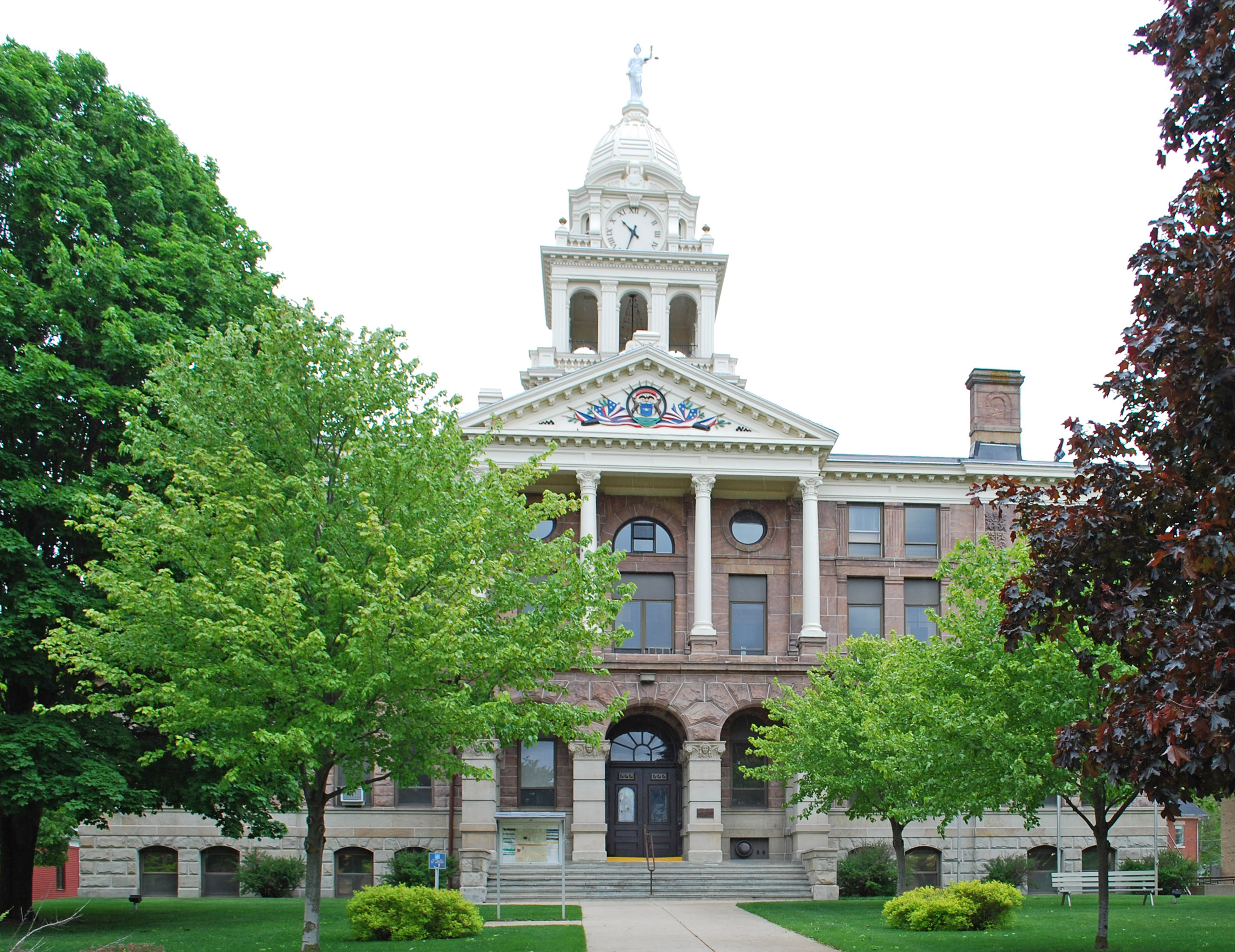
Ionia County Courthouse